# Porto Badisco
 (signalé en juin 2025).
Si vous disposez d'ouvrages ou d'articles de référence ou si vous connaissez des sites web de qualité traitant du thème abordé ici, merci de compléter l'article en donnant les références utiles à sa vérifiabilité et en les liant à la section « Notes et références ».
- Archive Wikiwix
- Bing
- Cairn
- DuckDuckGo
- E. Universalis
- Gallica
- Google
- G. Books
- G. News
- G. Scholar
- Persée
- Qwant
- (zh) Baidu
- (ru) Yandex
- (wd) trouver des œuvres sur Wikidata

Porto Badisco est une station balnéaire italienne, hameau (frazione) de la commune d'Otrante située dans les Pouilles et la province de Lecce. Elle est située sur la mer Ionienne, à mi chemin de Santa Cesarea Terme.

## Le débarquement d'Énée en Italie
Selon une interprétation récurrente, Badisco aurait été le premier débarquement d'Énée, décrit dans l'Énéide de Virgile : le héros s'y serait arrêté lors de son voyage en Italie après la fuite de Troie. 

## Grotta dei Cervi
La Grotta dei Cervi est une grotte côtière naturelle située à Porto Badisco. Elle a été découverte en 1970.
Des pictogrammes réalisés en guano de chauve-souris et ocre rouge, représentent des formes géométriques, humaines et animales. Ils remontent à la culture de Serra d'Alto du Néolithique, entre 4000 et 3000 av. J.-C.
Cette grotte n'est pas ouverte à la visite.

## Le parc régional
Le site est inclus dans le parc naturel régional de Costa Otranto-Santa Maria di Leuca et Bosco di Tricase

## Vues du site

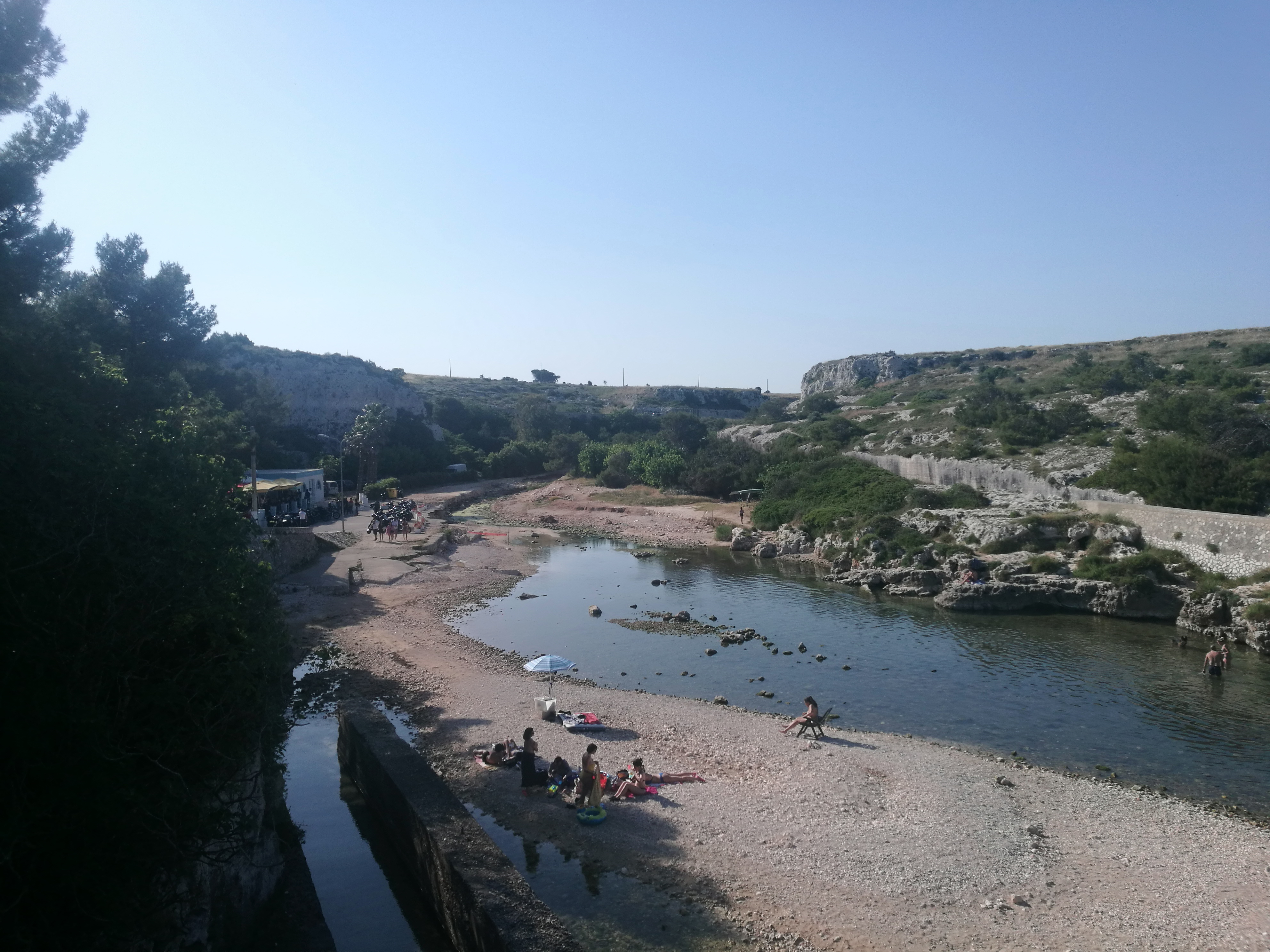
Plage de Porto Badisco
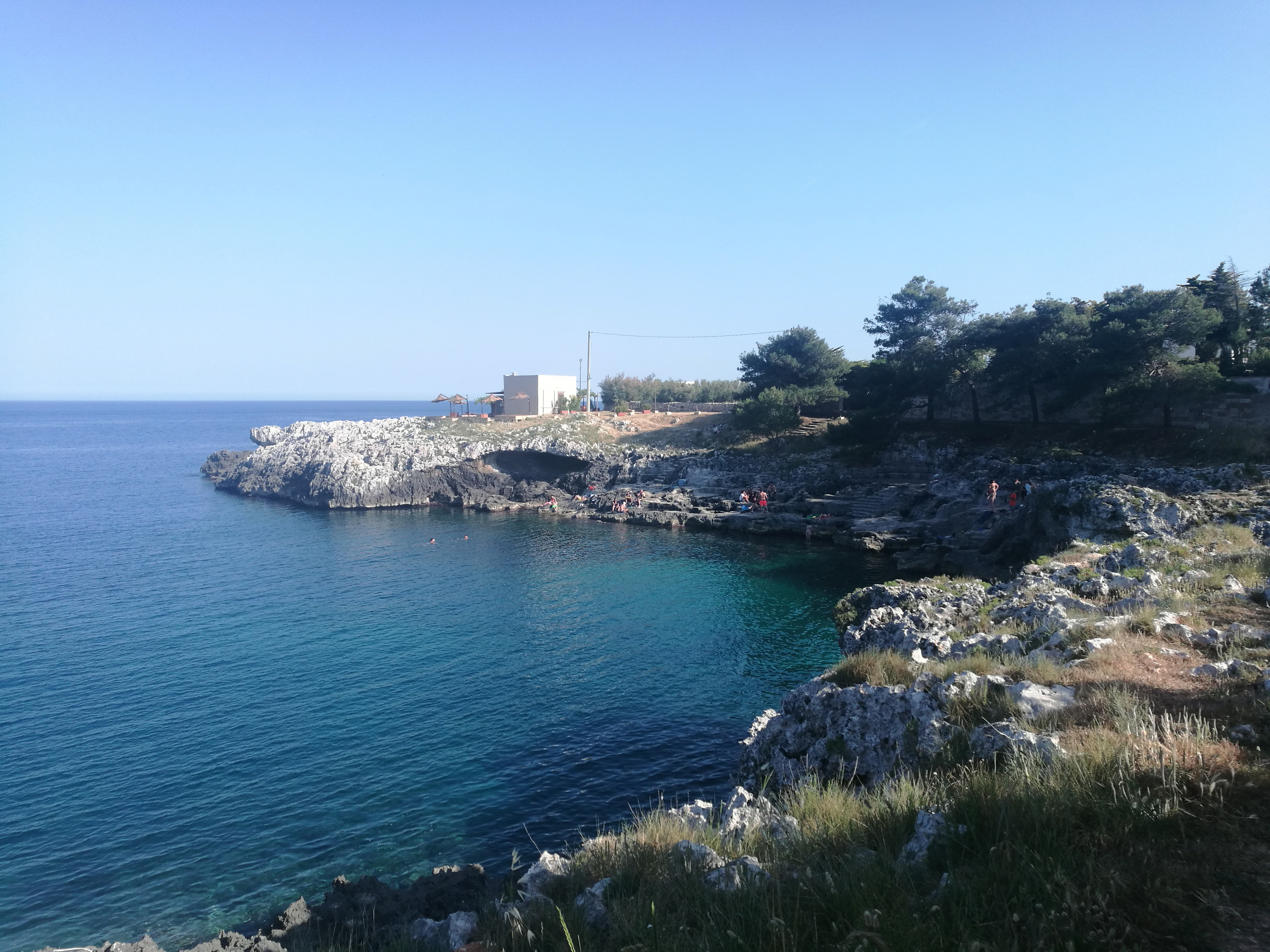
Rochers et ancien site d'accostage de bateaux de pêcheurs
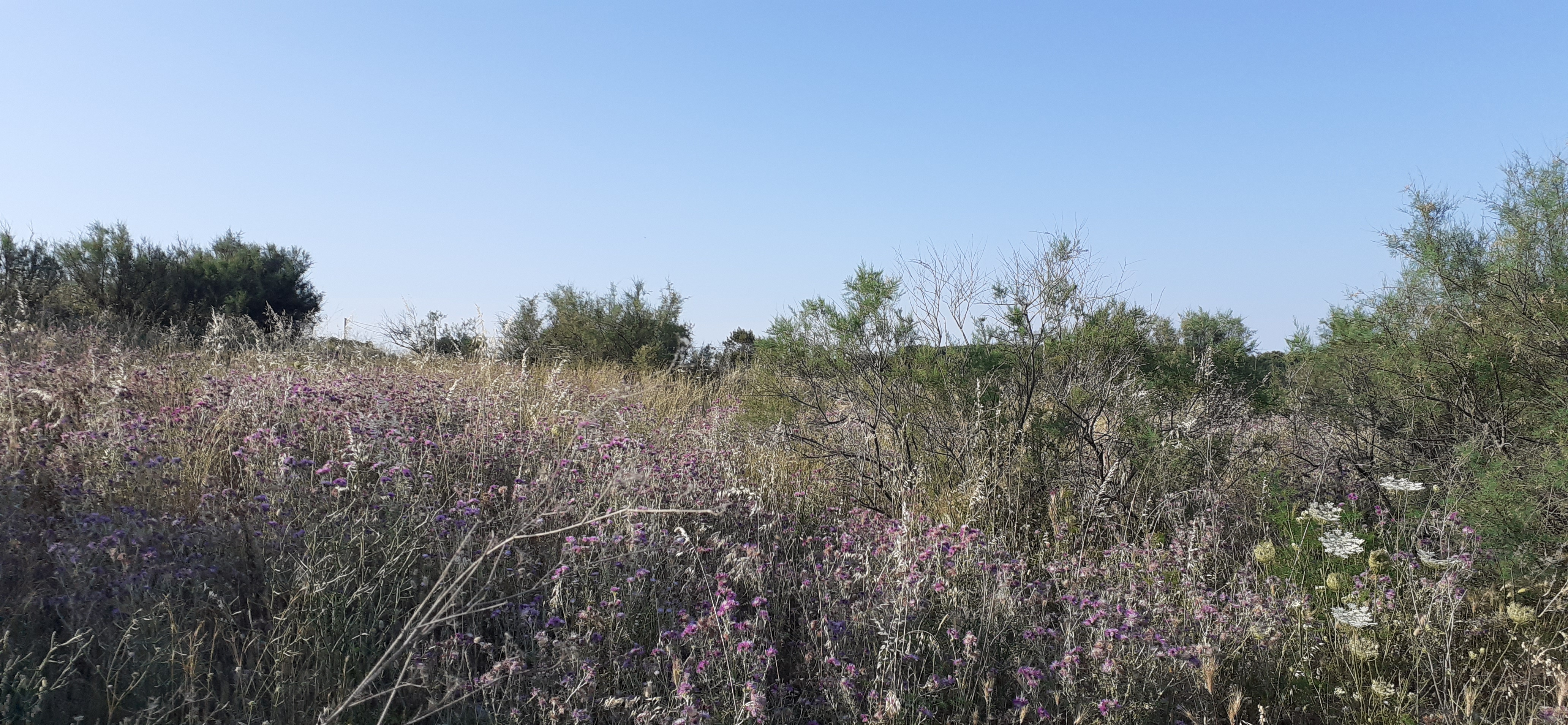
Maquis autour de Porto Badisco